# Вотка
Во́тка (рос. Вотка) — річка в Удмуртії (Якшур-Бодьїнський район, Шарканський район, Воткінський район), Росія, права притока Сіви.
Річка починається за 2 км на північний захід від присілку Кіонгоп Якшур-Бодьїнського району. До цього населеного пункту річка тече на південний схід, потім повертає на північний схід, а після присілку Киква знову повертає на південний схід. Далі річка на всьому своєму протязі тече лише в південно-східному напрямку. Впадає до Сіви біля колишнього присілку Сівинський Участок, на південно-східній околиці міста Воткінська.
Русло спочатку нешироке, після села Сосновка поступово розширюється і біля присілку Табанево його ширина сягає вже 21 м при глибині 1 м. Перед Воткінським ставом ширина збільшується до 25 м при глибині 1,2 м. Швидкість течії тут незначна, всього 0,2 м/с, але минаючи греблю ставу вона збільшується в 4 рази і становить 0,8 м/с. Між присілком Петуньки Шарканського району та до верхів'я Воткінського ставу річка протікає через великий лісовий масив. Тут береги Вотки заболочені. В присілку Киква 1975 року збудована гребля, перед якою утворився ставок площею 4 га та глибиною 1,2 м.
Річка приймає багато приток:
- праві — Кушла, Вішурка, Чорнушка, Іриньга, Талиця
- ліві — Нирошурка, Сюрзі, Сясекшур, Шег'янка, Бигинка, Казеска, Шаркан, Березовка

Через річку створено багато автомобільних мостів, у місті Воткінську збудовано залізничний міст. Створено багато ставків, найбільшим з яких є Воткінський став площею 17 км², який існує ще з XVIII століття.
Над річкою розташовані населені пункти:
- Якшур-Бодьїнський район — присілки Кіонгоп, Киква, Сільшур-Вож
- Шарканський район — присілки Нирошур, Табанево, Петуньки, село Сосновка та починок Демен
- Воткінський район — місто Воткінськ